# Krippen
Krippen je vesnice, místní část města Bad Schandau v německé spolkové zemi Sasko. Nachází se v zemském okrese Saské Švýcarsko-Východní Krušné hory a má 551 obyvatel. Je jedinou místní částí města Bad Schandau na levém břehu Labe.

## Historie
Řadová vesnice Krippen byla založena ve středověku na levém břehu Labe při obchodní stezce. První písemná zmínka pochází z roku 1379, kdy je uváděna jako Krippein. Od roku 1539 je vesnice farně příslušná k Reinhardtsdorfu, i když měl Krippen již v roce 1555 vlastní kapli. V roce 1999 byla do té doby samostatná obec připojena k městu Bad Schandau.

## Geografie
Vesnice leží při levém břehu řeky Labe naproti Postelwitzi a v údolí potoka Krippenbach v oblasti Saského Švýcarska. Krippenbach pramení pod vrchem Okrouhlík (494 m) v Maxičkách a na české straně nese název Napajedla. V Krippenu ústí zleva do Labe. Jižně od vesnice se tyčí pískovcový vrch Kohlbornstein (378 m). Od roku 1851 je v provozu železniční trať Děčín – Dresden-Neustadt. Ve vsi se nachází stejnojmenná železniční zastávka.

## Pamětihodnosti
- novorománský vesnický kostel z roku 1882
- Sonnenuhrenweg – stezka skrze vesnici s dvanácti slunečními hodinami
- Muzeum Friedricha Gottloba Kellera

## Osobnosti
- Friedrich Gottlob Keller (1816–1895), vynálezce výroby dřevoviny, suroviny pro výrobu papíru
- Bohumil Kinský (1898–1987), učitel, fotograf, turista
- Eckhard Becker (1945–2009), herec a divadelní režisér

## Galerie

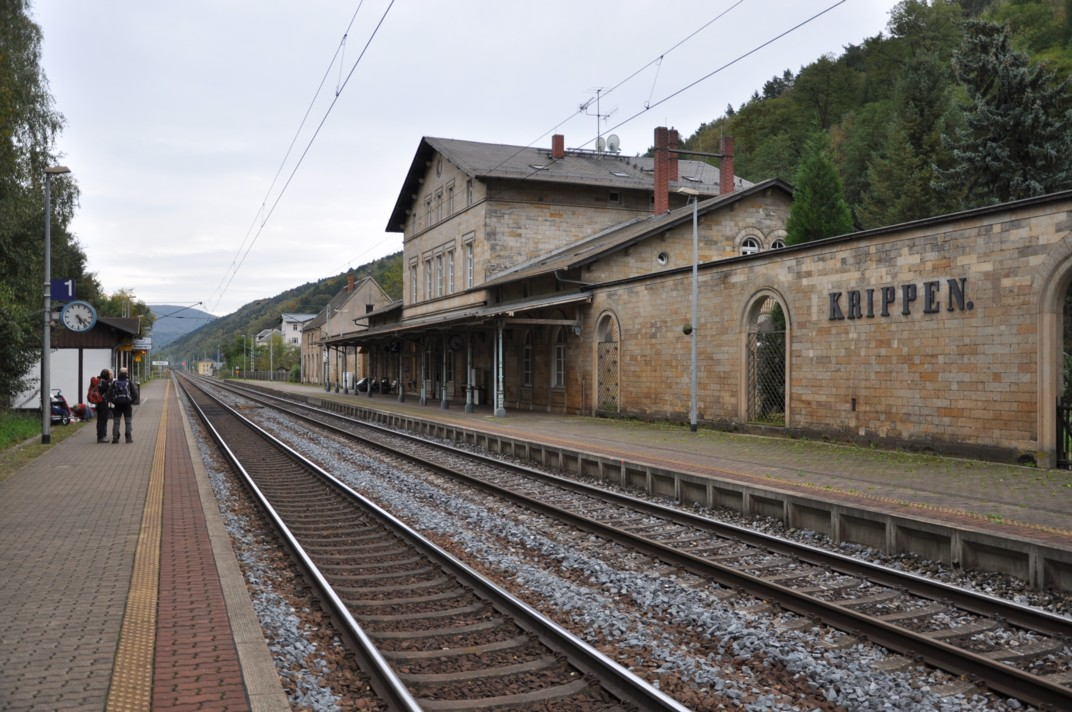
Železniční zastávka Krippen
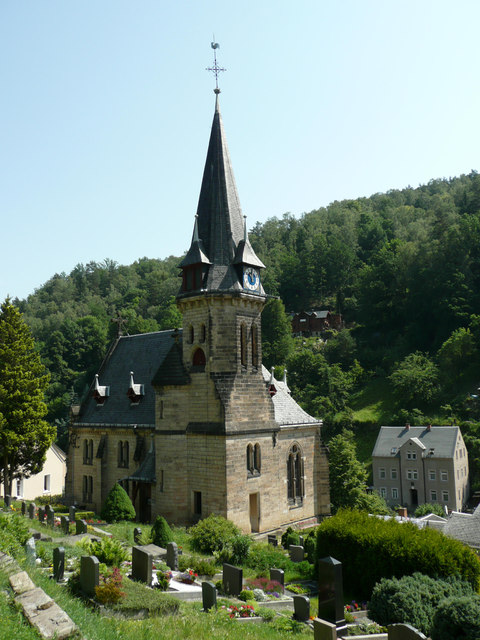
Vesnický kostel
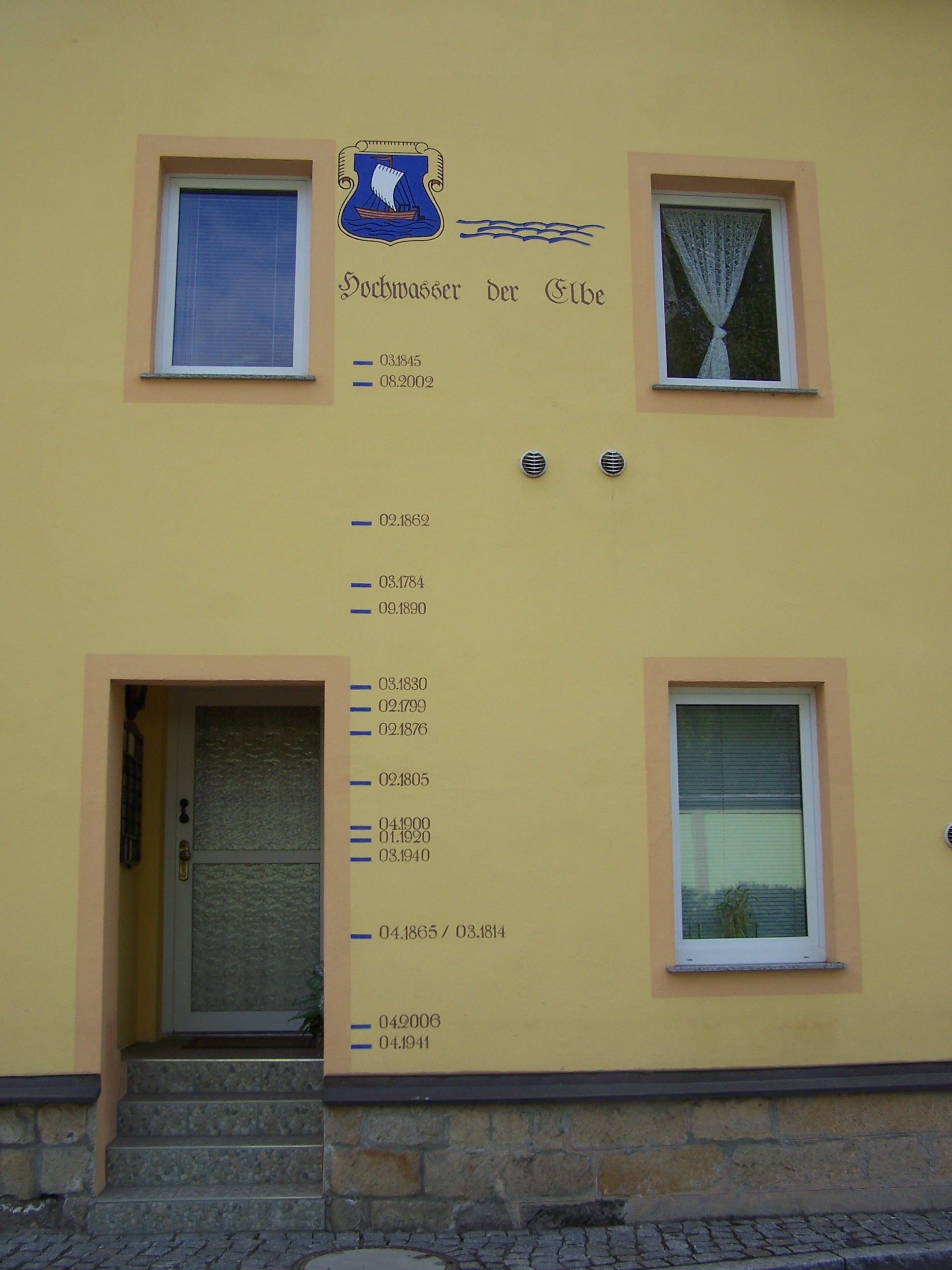
Povodňové značky